# Baszta Koci Łeb w Toruniu
Baszta Koci Łeb w Toruniu – jedna z dziewięciu zachowanych do dziś baszt obronnych w ciągu murów miejskich w Toruniu. Znajduje się przy ul. Podmurnej 74.

## Historia
Budowla nazywana dziś Kocim Łbem znajduje się przy obecnej ulicy Podmurnej, za czasów prusko-niemieckich zwanej Mauerstrasse. Pierwszą basztę w północno-wschodnim narożniku murów Starego Miasta wybudowano najprawdopodobniej równocześnie z powstającymi w XIII wieku fortyfikacjami. Nie ma zgody co do tego, czy pierwotna budowla została wzniesiona na planie prostokąta, tak jak większość baszt średniowiecznych, czy też wielokąta. Jednak bez większych wątpliwości można stwierdzić, że około roku 1500 Koci Łeb, podobnie jak jego odpowiednik na drugim końcu północnego fragmentu murów – Koci Ogon, został przebudowany. Przebudowa ta polegała na zmianie gotyckiej baszty w niską, postawioną na planie okręgu basteję. Budowlę dostosowano do standardów powszechnej już wówczas broni palnej, to jest wyposażono w stanowiska artyleryjskie. Dzięki temu rozwiązaniu zespół: Barbakan Starotoruński – basteja Koci Ogon – barbakan Koci Brzuch – basteja Koci Łeb kontrolował obszar od Wisły po zachodnią część murów Nowego Miasta. Dodatkowo, dla wzmocnienia konstrukcji, basztę wysypano wewnątrz ziemią, dzięki czemu była odporniejsza na ostrzał.
O nieprzeciętnej roli Kociego Łba mogą świadczyć okoliczności jego zniszczenia. Dowodzeni przez Karola XII Szwedzi, którzy zdobyli Toruń po oblężeniu w 1703 roku postanowili jak najbardziej osłabić militarną pozycję miasta. By zrealizować ten cel wysadzili oba barbakany - Starotoruński i Chełmiński, oraz dwie narożne basteje - Koci Łeb i Koci Ogon wraz z fragmentem murów. Koci Łeb został odbudowany z gotyckich cegieł jeszcze w XVIII wieku. Prawdopodobnie w roku 1900 basztę nadbudowano w stylu neogotyckim o dodatkowe, trzecie piętro zwieńczone blankami. Do dziś w podziemiach baszty zachowały się średniowieczne lochy.
Do niedawna w budynku mieścił się Instytut Języka Polskiego Wydziału Filologicznego UMK, od stycznia 2019 roku baszta jest siedzibą Katedry Psychologii UMK.

## Nazwa
Nazwa baszty pochodzi od kota, który został bohaterem miejskiej legendy. Głosi ona, że podczas oblężenia szwedzkiego w 1629 roku kot ów zaalarmował obrońców pod dowództwem Gerarda Denhoffa, dzięki czemu odparli oni atak nieprzyjaciela.

## Galeria

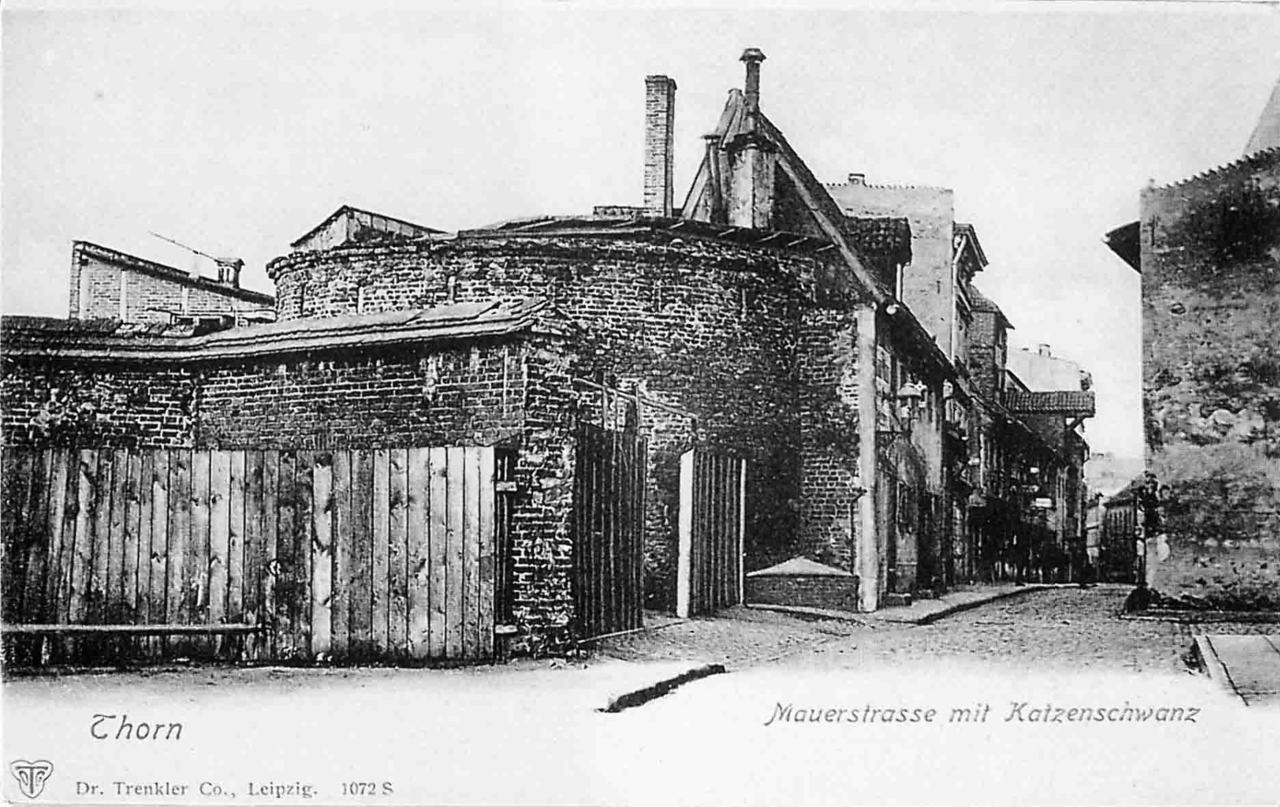
Baszta Koci Łeb (w centralnej części zdjęcia) w latach 80. XIX wieku, przed nadbudową trzeciego piętra.
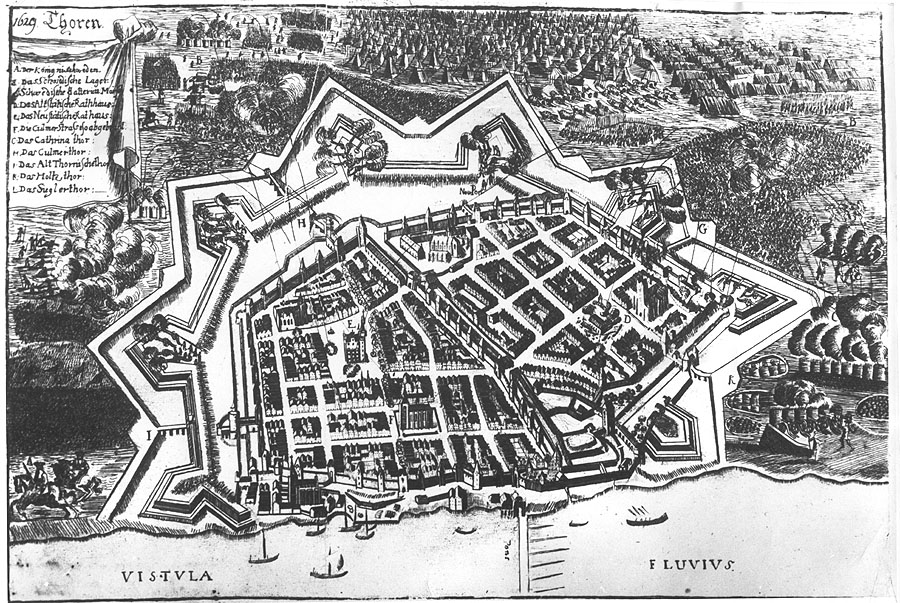
Plan Torunia podczas oblężenia w 1703 roku. W północno-wschodnim narożniku murów Starego Miasta (po lewej) widoczna basteja Koci Łeb.